# Chicago (musikal)
Chicago är en amerikansk musikal från 1975 av Fred Ebb (sångtext) och John Kander (musik).
Den hade urpremiär på Broadway 1975 i regi av Bob Fosse och med Gwen Verdon, Jerry Orbach och Chita Rivera i huvudrollerna. Musikalen gick i 898 föreställningar och i ungefär en månads tid hoppade Liza Minnelli in för Gwen Verdon. Den utspelar sig i Chicago under förbudstiden.
Den svenska premiären, som också var europapremiären, stod Norrköpings stadsteater för 1976, Malmö Stadsteater satte upp den 1977 och Riksteatern 1976.
1996 hade en ny version premiär på Broadway, med bland andra Joel Grey i en av rollerna, och den spelas fortfarande. Denna nya Broadwayversion sattes upp på Eriksbergshallen i Göteborg 1999 med Petra Nielsen, Anki Albertsson, Jan Malmsjö, Lil Terselius med flera. Föreställningen flyttades senare till Oscarsteatern i Stockholm där Rolf Lassgård efter en tid ersatte Jan Malmsjö.
Chicago filmatiserades 2002 med Renée Zellweger, Catherine Zeta-Jones och Richard Gere i huvudrollerna. Filmatiseringen vann 6 Oscar.
Stockholms stadsteater spelade Chicago hösten 2014 och våren 2015 med Lisa Nilsson, Sharon Dyall och Dan Ekborg i huvudrollerna med koreografi och regi av Roine Söderlundh.

## Handling
Roxie Hart drömmer om att bli en stor varieté-artist, därför har hon en affär med Fred Casely som lovar att hjälpa henne att bli en stjärna. Men när det visar sig att han har ljugit för henne mördar hon honom och hamnar i fängelse. Där får hon reda på att idolen Velma Kelly inte är så trevlig som hon trodde. Hon får hjälp av försvarsadvokaten Billy Flynn att komma ut och tack vare honom blir hon den stjärna hon drömde om. Men ärkefienden Velma Kelly vägrar ge sig utan strid.

### Rollista Norrköping 2010
- Velma Kelly: Petra Nielsen
- Roxie Hart: Karin Oscarsson
- Billy Flyn: Richard Carlsohn
- 'Mama' Morton: Liselott Lindeborg
- Amos Hart: Stefan Persson
- Mary Sunshine: Denny Lekström
- Sergeant Fogarty: Johan Samuelsson
- Fred Casley: Karim Carlsson
- Aron: Johan Klarbrant
- Hunyak: Cynthia Kai
- June: Louise Hafström
- Anne: May Schjørlien
- Liz: Maria Petersén
- Mona: Linda Sjöberg
- Swing: Kajsa Berg